# 워런 그린
워런 에버렛 그린 (Warren Everett Green, 1869년 3월 10일 ~ 1945년 4월 27일)은 제13대 사우스다코타주지사를 지낸 미국의 정치인이었다. 사우스다코타주 헤이즐에서 온 공화당원이었던 그린은 1931년부터 1933년까지 지냈으며 또한 1913년부터 1915년을 통하여, 그리고 다시 1923년부터 1927년까지 주의 상원이었다.

## 어린 시절
위스콘신주 잭슨군에서 8명의 자녀들 중 맏아들로 태어났다. 1881년의 봄에 그의 가족은 다코타 준주로 이주하여 햄린군에 정착하였다. 그린은 거기서 자라와 농업 사업으로 들어갔다. 그는 12년간 지방 교육 위원회의 회장을 포함하여 몇몇의 지방 사무직에 근무하였다. 1899년 그는 엘리자베스 제인 팔러먼트에게 결혼하여 4명의 자녀를 두었다.

## 경력
그린은 주 상원 사우스다코타주 입법부에서 3개의 기간을 지냈으며 1906년, 1922년과 1924년에 선출되었다. 그는 1913년부터 1920년까지 사우스다코타주 자선 교정 위원회에 근무하였다.
1930년 그린은 사우스다코타주지사로 선출되어 대공황의 시작에 취임하였다. 그는 자신이 세금 개혁, 예산 절감과 구호 단체의 개편을 만난 막대한 주의 빚을 물려받았다. 그는 급여를 10 퍼센트에서 20 퍼센트로 삭감하였고 가뭄, 메뚜기 전염병, 흉작과 유난히 힘든 실패와 함께 다루어야 했다. 그는 1932년 재선을 추구하였으나 톰 베리에 의하여 꺾였다.
그린은 헤이즐에 있는 자신의 농장으로 돌아갔다. 그는 1936년 공화당 전당 대회로 사절단이었다.

## 사망
그린은 워터타운으로 이주하여 1945년 4월 27일 76세의 나이로 사망하였다. 그는 마운트 호프 묘지에 안장되었다.